# 21640 Petekirkland
A 21640 Petekirkland (ideiglenes jelöléssel 1999 NX39) a Naprendszer kisbolygóövében található aszteroida. A LINEAR projekt keretében fedezték fel 1999. július 14-én.